# Per niente al mondo (romanzo)
Per niente al mondo (Never) è un romanzo di Ken Follett pubblicato nel 2021 di argomento fantapolitico ed ambientato in parallelo in vari luoghi nel mondo; narra di una escalation di conflitti minori e singolarmente poco significativi che in un crescendo di rappresaglie e vendette reciproche porta il mondo ad una guerra nucleare generalizzata, sulla falsariga -secondo l'autore- degli eventi che scatenarono la prima guerra mondiale.

## Trama
La storia mette in parallelo più protagonisti principali in ambienti differenti: Pauline Green, presidente repubblicana degli USA, Chang Kai, viceministo cinese responsabile dei servizi segreti esteri, tre spie USA e francesi, Abdul, Tamara et Tab, di stanza in Ciad ed una giovane vedova di questo paese che desidera emigrare in Europa. Pertanto, le vicende si svolgono parallelamente negli USA, in Cina, in Ciad, ma anche in Libia, Sudan e nelle due Coree.
Ciascuno dei personaggi persegue un proprio obiettivo:
- La presidente americana cerca di far fronte ad una crescente inabilità internazionale, con azioni che via via si fanno più impattanti, tenendo presente le prossime elezioni e la propaganda di un altro rappresentante del suo partito.
- Chang Kai, cerca di raccogliere informazioni per tutelare la Cina tanto dalle minacce esterne che dall'eccessivo interventismo di rappresentanti più militaristi ed intransigenti della vecchia guardia del partito.
- Abdul, agente CIA, si infiltra nella rete dei terroristi jihadisti trafficanti di droga, di armi e di esseri umani fra il Ciad, il Sudan, la Libia e l'Europa per smantellare questi traffici, in collaborazione con gli altri agenti Tamara e Tab di stanza a N'Djamena, capitale del Ciad.

Nel complesso, viene raccontato come si verifica una escalation catastrofica: un attentato -fallito- al generale presidente del Ciad porta questi ad usare un drone americano, trafugato in precedenza, contro un porto Sudanese che imprese cinesi stanno costruendo. La Cina a sua volta, ritenendo gli USA responsabili, affonda nel mar cinese meridionale (che ritiene di propria competenza territoriale) una nave Vietnamita che sta effettuando prospezioni petrolifere e che imbarca alcuni tecnici americani.
In questo scenario si innestano altri elementi di crisi di per sé minori: il Giappone occupa un'isoletta insignificante ma contesa con la Cina, la quale attacca ed elimina i militari qui sbarcati. Gli USA allora affondano una portaerei cinese.
La tensione aumenta ulteriormente quando si verifica anche una crisi economica nella Corea del Nord: questa porta ad un tentativo di colpo di stato militare da parte di nazionalisti che per vari motivi sfocia in attacchi verso basi militari della Corea del Sud. Quest'ultima -guidata da una presidente molto interventista- reagisce invadendo militarmente in massa la Corea del Nord con lo scopo di riunificare il nord con il sud. Il Nord allora a sua volta -nella lotta di potere fra il dittatore e i militari golpisti che gli si oppongono- attua una pesante rappresaglia con un attacco prima chimico e poi nucleare.
A questo punto gli USA intervengono con un attacco atomico mirato sulle basi nucleari della Corea del Nord per azzerare il suo potenziale offensivo.
In Cina Chang Kai, che stava cercando di trattare con la Corea del Nord, si trova a questo punto messo da parte dagli esponenti più militaristi ed interventisti del partito, che decidono di sganciare una bomba atomica sulle Hawaii in rappresaglia a quella USA sulla Corea..
Come conseguenza, la presidente Green scatena un massiccio attacco nucleare americano contro la Cina, innescando così la terza guerra mondiale.